# La Harpe, Kansas
La Harpe là một thành phố thuộc quận Allen, tiểu bang Kansas, Hoa Kỳ. Năm 2010, dân số của xã này là 578 người.